# Nacho Libre
Nacho Libre – amerykański film komediowy, wyprodukowany przez Nickelodeon.

## Opis fabuły
Tytułowy Nacho (Jack Black) to niezdarny i powolny kucharz, który pracuje w sierocińcu. Zawsze marzył o zostaniu wielkim meksykańskim zapaśnikiem. Pewnego wieczoru Nacho zostaje przyłapany na przebierankach i wyklęty. Po jakimś czasie udaje mu się pokonać przerażającego człowieka z Meksyku – Luchadora.

## Obsada
- Jack Black – Nacho
- Ana de la Reguera – Siostra Encarnación
- Héctor Jiménez – Steven "Esqueleto"
- Troy Gentile – Młody Nacho
- Carla Jimenez – Cándida
- Richard Montoya – Guillermo
- César González – Ramses
- Moises Arias – Juan Pablo
- Darius Rose – Chancho